# Yavarí (flod)
Yavarí (spanska: río Yavarí, portugisiska: rio Javari) är en flod som hör till Amazonas avrinningsområde. Det är ett tillflöde på högra sidan av Amazonfloden, som under sitt lopp bildar en naturlig gräns mellan Brasilien och Peru. Floden har en längd av 1 309 km. Floden börjar på en altitid av 565 m ö.h. och förenar sig med Amazonfloden på en altitud av 61 m. ö.h.
I omgivningarna runt Rio Javari växer i huvudsak städsegrön lövskog. Trakten runt Rio Javari är nära nog obefolkad, med mindre än två invånare per kvadratkilometer.